# Демад

## Демад — грецький оратор
Демад (бл. 380–319 р. до н. е.) — видатний афінський політик і оратор, відомий своїм вмінням імпровізувати й впливати на аудиторію. Він був сучасником Демосфена, проте відрізнявся від нього стилем виступів і політичними поглядами. Демад мав репутацію одного з найбільш харизматичних ораторів того часу, хоча і був критикуваний за свою політичну нестабільність та схильність до змінювати свої погляди в залежності від ситуації.

### Життєвий шлях
Демад народився в Афінах приблизно в 380 році до н. е. Про його ранні роки життя мало відомо, однак його діяльність у політиці та риториці стала очевидною вже в зрілому віці. Як і багато афінських ораторів, Демад був частим учасником політичних дебатів і активно взаємодіяв із суспільними та державними процесами, при цьому не будучи постійно при владі.
Демад був відомий своєю здатністю виступати без попередньо підготовлених промов, покладаючись на імпровізацію, що стало його основною характеристикою як оратора. В його риториці поєднувалися дотепність, іронія та гнучкість у висловлюваннях, що дозволяло йому захоплювати увагу слухачів. Він часто використовував метафори та риторичні питання, щоб стимулювати думки своїх слухачів і збурювати політичні пристрасті.

### Ораторський стиль і вплив
Демад відрізнявся від інших ораторів Стародавньої Греції тим, що не був закріплений за жодною шкільною риторичною традицією, на кшталт Ісократа чи Горгія. Його стилістика була набагато більш безпосередньою й доступною для широкої аудиторії. Він володів майстерністю імпровізації, що було важливим інструментом для будь-якого оратора в політичних дебатах.
У своїх виступах Демад часто використовував жорстку, але дотепну риторику, намагаючись якнайшвидше вирішити політичні питання. Це дозволяло йому не тільки підтримувати свою популярність серед афінян, але й завойовувати повагу навіть у своїх політичних суперників.
Один із найбільш відомих моментів в його кар'єрі — його суперечка з Демосфеном щодо політичних відносин Афін з Македонією. Хоча Демосфен був противником політики Македонії, Демад виступав на її підтримку, що спричинило великий політичний резонанс.

### Політична діяльність і суперечки з Демосфеном
Демад став відомий не тільки своєю риторикою, але й політичними поглядами, які були непостійними. Спочатку він був опонентом філіппівської політики, однак з часом змінив свою позицію, почавши підтримувати Македонію. Його підтримка Александра Македонського та його політичних інтересів була досить суперечливою серед афінських громадян.
Демосфен, який стояв на стороні опозиції Македонії, різко критикував Демада за таку зміну орієнтацій, вважаючи це зрадництвом інтересів Афін. Попри це, Демад залишався важливим політичним і ораторським фігуром у своїй державі.

### Спадщина Демада
Хоча Демад не залишив після себе багатьох написаних творів або промов, його вплив на афінське ораторське мистецтво є значним. Він став прикладом того, як важливою може бути здатність до імпровізації та адаптації в політичних дебатах. Демад не був прихильником формальних риторичних норм, а більше прагнув до ефективності й досягнення результату через безпосереднє звернення до емоцій і логіки аудиторії.
Його риторика стала важливим елементом у розумінні того, як оратор може ефективно впливати на маси, використовуючи простоту і доступність, зберігаючи при цьому силу переконання.

### Висновок
Демад — яскравий приклад того, як оратор може бути успішним завдяки природному хисту до риторики і здатності швидко адаптувати свої виступи до ситуації. Він залишив важливий слід в історії риторики, довівши, що уміння імпровізувати та будувати аргументи на ходу може бути таким же ефективним, як і ретельно підготовлені промови. Його кар'єра показує, що риторика не лише техніка, але й мистецтво, яке здатне змінювати політичні процеси і визначати хід історії.